# Erwin Kalser
Erwin Kalser (ur. jako Erwin Kalischer 22 lutego 1883 w Berlinie, zm. 26 marca 1958 w Berlinie) – niemiecki aktor. 

## Życiorys
Syn Salomona Kalischera. Studiował historię literatury w Berlinie od 1901 do 1907, w 1907 otrzymał tytuł doktora filozofii. Od 1939-46 jako aktor w Hollywood, po 1946 w Zurychu.
W 1920 ożenił się z Irmgard z domu Cube.